# 우리즈라역
우리즈라역(일본어: 瓜連駅)은 일본 이바라키현 나카시에 위치한 동일본 여객철도 스이군선의 철도역이다. 섬식 승강장 1면 2선의 구조를 갖춘 지상역이다.

## 이용 현황
| 승차 인원 추이 | 승차 인원 추이 |
| 연도           | 1일 평균       |
| -------------- | -------------- |
| 2001           | 458            |
| 2002           | 425            |
| 2003           | 419            |
| 2004           | 420            |
| 2005           | 419            |
| 2006           | 433            |
| 2007           | 416            |
| 2008           | 398            |
| 2009           | 375            |
| 2010           | 334            |
| 2011           | 312            |
| 2012           | 303            |
| 2013           | 315            |
| 2014           | 294            |
| 2015           | 302            |

## 역 주변
- 국도 제118호선
- 나카 시청 우리즈라 지소

## 역사
- 1918년
  - 6월 12일 : 미토 철도의 역으로서 개업. 당시는 종착역이었음.
  - 10월 23일 : 히타치오미야역까지 연장.
- 1927년 12월 1일 : 미토 철도가 국유화. 국유철도의 역이 됨.
- 1970년 10월 1일 : 화물 취급 폐지.
- 1983년 6월 1일 : 스이군선 CTC화에 의해 무인화. 교행 설비는 존속해, 역 구내에 지방 공공단체에 승차권 발매를 위탁하고 있는 간이 위탁역으로 됨.
- 1987년 4월 1일 : 일본국유철도 분할 민영화에 의해, 동일본 여객철도가 승계.

## 인접 역
| 스이군선               | 스이군선   | 스이군선           |
| ---------------------- | ---------- | ------------------ |
| 히타치코노스 미토 방면 | ■ 스이군선 | 시즈 고리야마 방면 |